# Fußball- und Leichtathletik-Verband Westfalen
Der Fußball- und Leichtathletik-Verband Westfalen e. V. (kurz: FLVW) ist der Dachverband aller Fußball- und Leichtathletikvereine in Westfalen. Er ist einer der 21 Landesverbände des Deutschen Fußball-Bundes (DFB) und Mitglied des Westdeutschen Fußballverbandes und einer der 19 Landesverbände des Deutschen Leichtathletik-Verbandes (DLV). Organisiert ist er im Landessportbund Nordrhein-Westfalen. Sitz des Fußball-Verband Westfalen ist seit 1951 die Sportschule Kaiserau in Kamen, vorher saß der Verband in Hamm. Der FLVW entstand im Jahre 1954 durch den Zusammenschluss des im Jahre 1946 gegründeten Fußball-Verband Westfalen und des Leichtathletik-Verband Westfalen.
Im Fußballbereich sind 1.015.436 Mitglieder in 2.079 Vereinen mit 14.011 Mannschaften angeschlossen (Stand 2023). Damit ist der FLVW nach dem Bayerischen Fußball-Verband der zweitgrößte Landesverband des DFB nach Anzahl der Mitglieder sowie zusätzlich nach dem Niedersächsischen Fußballverband der drittgrößte Landesverband nach Anzahl der Vereine und Mannschaften. Im Leichtathletikbereich sind ca. 108.000 Mitglieder in 555 Vereinen und im Freizeit- und Breitensport ca. 42.000 Mitglieder in 325 Vereinen angeschlossen. Nach Anzahl der Mitglieder ist der FLVW somit der zweitgrößte Landesverband des DLV nach dem Bayerischen Leichtathletik-Verband.
Der FLVW ist der einzige Landesverband in DFB und DLV, bei welchem sich Fußball und Leichtathletik die Strukturen teilen.

## Verbandsgebiet
Das Verbandsgebiet des FLVW erstreckt sich im Wesentlichen auf die ehemalige preußische Provinz Westfalen und das Land Lippe und deckt sich mit den Regierungsbezirken Arnsberg, Detmold und Münster. Jedoch kommt es vor, dass einige Vereine aus diesen Regierungsbezirken in anderen Landesverbänden des DFB antreten. Beispiele hierfür sind die Vereine aus Bocholt, die im Spielbetrieb des Fußballverbandes Niederrhein involviert sind bzw. zum Verbandsgebiet des Leichtathletik-Verbandes Nordrhein gehören. Auch Bottroper Vereine spielen in niederrheinischen Ligen, während der Stadtteil Kirchhellen zu Westfalen gehört.
Das Verbandsgebiet ist seit dem 1. Juli 2016 in 29 Kreisverbände unterteilt, die den Fußball-Spielbetrieb sowie die Leichtathletik-Veranstaltungen auf lokaler Ebene organisieren. Die Grenzen der jeweiligen Kreisverbände sind dabei nicht immer deckungsgleich mit den Grenzen der politischen Kreise und kreisfreien Städte Westfalens. Bezirksverbände als Zwischeninstanzen, wie sie in anderen Landesverbänden des DFB teilweise vorhanden sind, gibt es in Westfalen nicht.
Im Zuge der zur Saison 2012/13 erfolgten Reform der überkreislichen Fußball-Spielklassen im Männerbereich war eine Verringerung der Anzahl der Kreisverbände auf 26 entlang der Grenzen der politischen Kreise und kreisfreien Städte Westfalens angedacht. Dies sollte durch Zusammenlegung bzw. durch Aufteilung kleinerer Kreisverbände geschehen. Die angedachte Reform scheiterte jedoch im März 2012 aufgrund erheblicher Widerstände in den Kreisverbänden.

## Geschichte
Am 8. November 1946 wurde in Hamm der Fußballverband Westfalen gegründet, der ein Jahr später dem Westdeutschen Fußballverband beitrat. Parallel dazu bestand seit dem 23./24. November 1945 der in Iserlohn gegründete Volkssportverband Westfalen, der im Regierungsbezirk Arnsberg einen eigenen Spielbetrieb durchführte. Doch schon kurze Zeit später wechselten die Vereine in den Fußballverband Westfalen. Wann der Volkssportverband Westfalen aufgelöst wurde, ist unbekannt. Im Jahre 1954 fusionierte der Fußballverband Westfalen mit dem Leichtathletik-Verband Westfalen zum heutigen Fußball- und Leichtathletik-Verband Westfalen. Ab der Saison 1946/47 wurde das Verbandsgebiet in sechs Bezirke aufgeteilt. Ein Jahr später wurde die Anzahl der Bezirke auf 13 erhöht. Die Bezirke wurden später abgeschafft. Der genaue Zeitpunkt ist unbekannt.

## Fußballligasystem

### Männer
Höchste Spielklasse des westfälischen Verbandes ist seit der Saison 2012/13 wieder die im deutschen Ligasystem auf der fünften Stufe angesiedelte Oberliga Westfalen mit einer Sollstärke von 18 Mannschaften. Der Meister und der Vizemeister der Oberliga steigen in die Regionalliga West auf.
Unterhalb der Oberliga ist als zweithöchste Verbandsspielklasse die in zwei Staffeln mit einer Sollstärke von jeweils 16 Mannschaften ausgetragene Westfalenliga angesiedelt. Die Meister der beiden Staffeln steigen in die Oberliga auf, während die jeweils ab Rang 14 platzierten Mannschaften in die Landesliga Westfalen absteigen müssen. Die Westfalenliga wurde im Jahre 1956 als Verbandsliga Westfalen eingeführt und im Jahre 2008 in Westfalenliga umbenannt.
Aus der in vier Staffeln mit einer Sollstärke von jeweils 16 Mannschaften ausgetragenen Landesliga steigen die Meister in die Westfalenliga auf. Sofern nach vollzogenem Auf- und Abstieg in der Westfalenliga noch freie Plätze bis zur Sollstärke zu besetzen sind, qualifizieren sich hier die Gewinner der unter den Vizemeister der Landesligen ausgetragenen Aufstiegsspiele. Aus den Landesligen steigen jeweils die ab Rang 14 platzierten Mannschaften in die Bezirksliga ab.
Unterste Spielklasse des FLVW ist die Bezirksliga Westfalen, die in zwölf Staffeln mit einer Sollstärke von jeweils 16 Mannschaften ausgetragen wird. Die Meister der Bezirksligen steigen in die Landesliga auf. Die Vizemeister ermitteln nach Bedarf weitere Aufsteiger, sofern nach vollzogenen Auf- und Abstieg zur Landesliga die Sollstärke unterschritten wird. Aus den Bezirksligen steigen jeweils die ab Rang 14 platzierten Mannschaften ab. Die Bezirksligen hießen bis Oktober 1977 Bezirksklasse und wurden dann aufgrund einer deutschlandweiten Vereinheitlichung der Spielklassen umbenannt.
Unterhalb der Bezirksliga folgt jeweils die Kreisliga A als höchste Spielklasse der dem FLVW angeschlossenen 29 Kreisverbände. Je nach Anzahl der Mannschaften im Spielbetrieb der Kreisverbände stellen die Kreisligen A zwischen 1 und 2,5 Aufsteiger in die Bezirksliga. Seit der Saison 2013/14 beträgt die Gesamtzahl der Aufsteiger zur Bezirksliga insgesamt 36 Mannschaften.
Sämtliche Spielklassen des FLVW auf Verbandsebene werden Jahr für Jahr nach geographischen Gesichtspunkten neu eingeteilt. Auch eine direkte Zuordnung der Aufsteiger aus den Kreisverbänden zu einzelnen Staffeln der Bezirksliga gibt es ebenfalls nicht. Sofern in einer Saison die Sollstärke einzelner Staffeln über- oder unterschritten wird, erhöht oder reduziert sich die Anzahl der Absteiger aus dieser Staffeln entsprechend, damit in der Folgesaison die Sollstärke wieder erreicht wird.
| Ebene | Spielklasse |
| ----- | --- |
| 5     | Oberliga Westfalen 18 Mannschaften Platz 1-2: Aufsteiger zur Regionalliga West Platz 13-16: mögliche Absteiger Platz 17-18: Absteiger |
| 6     | Westfalenliga 2 Staffeln zu je 16 Mannschaften Platz 1: Aufsteiger Platz 2: möglicher Aufsteiger Platz 14-16: Absteiger               |
| 7     | Landesliga 4 Staffeln zu je 16 Mannschaften Platz 1: Aufsteiger Platz 2: möglicher Aufsteiger Platz 14-16: Absteiger                  |
| 8     | Bezirksliga 12 Staffeln zu je 16 Mannschaften Platz 1: Aufsteiger Platz 2: möglicher Aufsteiger Platz 14-16: Absteiger                |
|       | ↑ 1 bis 2,5 Mannschaften pro Kreisverband                                                                                             |
| 9     | Kreisliga A 29 Kreisverbände mit jeweils 1-2 Staffeln der Kreisliga A                                                                 |
| 10    | Kreisliga B |
| 11    | Kreisliga C nicht in allen Kreisverbänden                                                                                             |
| 12    | Kreisliga D nicht in allen Kreisverbänden                                                                                             |

Bei den vorstehenden Mannschaftszahlen sowie der Anzahl der Auf- und Absteiger handelt es sich um Sollwerte. Die tatsächliche Werte können in einzelnen Spielzeiten davon abweichen.
Wegen der COVID-19-Pandemie wurde die Anzahl der Bezirksligen für die Saison 2021/22 auf 14 erhöht. In der Saison 2022/23 wurde die Bezirksliga in 13 Stafeln ausgespielt. Ziel ist die Rückkehr zu zwölf Staffeln.
Ab der Landesliga werden alle Spiele mit einem Schiedsrichtergespann (Schiedsrichter, Schiedsrichterassistent 1, Schiedsrichterassistent 2) angesetzt. In den Ebenen darunter ist dies nur in Ausnahmen der Fall, dort wird in der Regel bis zur Kreisliga D nur ein Schiedsrichter angesetzt.

### Frauen
Höchste Spielklasse bei den Frauen ist die Westfalenliga. Im Gegensatz zur Westfalenliga der Männer ist die Westfalenliga der Frauen eingleisig. Der Meister steigt in die Regionalliga West auf, während die drei letztplatzierten Mannschaften in die Landesliga absteigen müssen. Die Landesliga der Frauen ist in drei Staffeln zu je 14 Mannschaften eingeteilt. Die Meister steigen auf, während die Vizemeister bei Bedarf weitere Aufsteiger ermitteln. Die zwei letztplatzierten Mannschaften steigen ab. Unterhalb der Landesliga folgt die Bezirksliga mit sieben Staffeln. Hier steigen die Meister in die Landesliga auf, während die drei letztplatzierten Mannschaften absteigen.
Unterste Spielklasse ist die Kreisliga. Da nicht jeder der 33 Kreisverbände ausreichend Mannschaften für eigene Kreisligen hat bilden mehrere Kreise gemeinsame Kreisligen. In der Saison 2016/17 gibt es 23 A-Kreisligen, deren Meister in die Bezirksliga aufsteigen.
| Ebene | Spielklasse |
| ----- | --- |
| 4     | Westfalenliga 14 Mannschaften Platz 1: Aufsteiger zur Regionalliga West Platz 12-14: Absteiger                       |
| 5     | Landesliga 3 Staffeln zu je 14 Mannschaften Platz 1: Aufsteiger Platz 13-14: Absteiger                               |
| 6     | Bezirksliga 7 Staffeln zu je 14 Mannschaften Platz 1: Aufsteiger Platz 12-14: Absteiger                              |
| 7     | Kreisliga A 23 Staffeln der 22 Kreisverbände Platz 1: Aufsteiger letzte Platz: Absteiger (in wenigen Kreisverbänden) |
| 8     | Kreisliga B 3 Staffeln der 3 Kreisverbände 1 bis 3 Aufsteiger                                                        |

## Vereine des FLVW in höheren Ligen | Saison 2025/26

### Männer-Fußball
| Nationale Ligaebene | Bezeichnung       | Anzahl | Vereine |
| ------------------- | ----------------- | ------ | --- |
| 1.                  | 1. Bundesliga     | 1      | Borussia Dortmund |
| 2.                  | 2. Bundesliga     | 5      | VfL Bochum, SC Paderborn 07, FC Schalke 04, Preußen Münster, Arminia Bielefeld                                                                                    |
| 3.                  | 3. Liga           | 1      | SC Verl |
| 4.                  | Regionalliga West | 9      | Borussia Dortmund II, FC Gütersloh SC Paderborn 07 II SV Rödinghausen, FC Schalke 04 II, SC Wiedenbrück Sportfreunde Lotte, Sportfreunde Siegen, VfL Bochum II U2 |

### Frauen-Fußball
| Nationale Ligaebene | Bezeichnung              | Anzahl | Vereine                                                                                   |
| ------------------- | ------------------------ | ------ | ----------------------------------------------------------------------------------------- |
| 1.                  | 1. Frauen-Bundesliga     | 0      |                                                                                           |
| 2.                  | 2. Frauen-Bundesliga     | 1      | VfL Bochum                                                                                |
| 3.                  | Frauen-Regionalliga West | 5      | FSV Gütersloh 2009, Arminia Bielefeld, 1. FFC Recklinghausen SSV Rhade, Borussia Dortmund |

### Männer-Futsal
| Stufe | Bezeichnung       | Anzahl | Verein(e)                                  |
| ----- | ----------------- | ------ | ------------------------------------------ |
| 1.    | Futsal-Bundesliga | 2      | MCH Futsal Club Bielefeld, Preußen Münster |
| 2.    | Futsal-Liga West  | 2      | Holzpfosten Schwerte, UFC Münster          |

## Schiedsrichter des FLVW in höheren Ligen | Saison 2024/25

### Männer
| Stufe | Bezeichnung       | Schiedsrichter | Kreis |
| ----- | ----------------- | --- | --- |
| 1.    | Bundesliga        | Florian Exner Sören Storks | Münster Recklinghausen |
| 2.    | 2. Bundesliga     | Timo Gansloweit | Dortmund |
| 3.    | 3. Liga           | Leonidas Exuzidis Yannick Rupert Felix Weller | Herne Dortmund Siegen-Wittgenstein |
| 4.    | Regionalliga West | Marcel Benkhoff Lars Bramkamp Selim Erk Alexander Ernst Jonas Fischbach Nils Hasse Patrick Holz Cengiz Kabalakli Jonathan Lautz Johannes Liedtke Lasse Lütke-Kappenberg Jörn Schäfer Henry Schröder Niklas Simpson Dominic Stock Florian Visse | Ahaus-Coesfeld Bochum Herne Iserlohn Siegen-Wittgenstein Detmold Münster Gelsenkirchen Siegen-Wittgenstein Hagen Münster Iserlohn Detmold Herne Gütersloh Tecklenburg |

### Frauen
| Stufe | Bezeichnung          | Schiedsrichterin                                                             | Kreis                                         |
| ----- | -------------------- | ---------------------------------------------------------------------------- | --------------------------------------------- |
| 1.    | Frauen-Bundesliga    | Sina Diekmann Kathrin Heimann Vanessa Kaminski Annika Kost Nadine Westerhoff | Dortmund Gelsenkirchen Münster Iserlohn Herne |
| 2.    | 2. Frauen-Bundesliga | Anna-Lena Weiss                                                              | Unna-Hamm                                     |

## Präsidium
- Präsident: Manfred Schnieders
- Vizepräsident Fußball: Andree Kruphölter
- Vizepräsident Leichtathletik: Peter Westermann
- Vizepräsident Finanzen: Peter Wolf
- Vizepräsident Jugend: Holger Bellinghoff
- Vizepräsidentin Vereins- und Verbandsentwicklung: Marianne Finke-Holtz
- Geschäftsführung: Wilfried Busch, Benjamin Schwartz
- Ehrenpräsident: Hermann Korfmacher

## Kreisverbände

### Übersicht
- K1 – Ahaus-Coesfeld
- K2 – Lüdenscheid
- K3 – Arnsberg
- K4 – Beckum
- K5 – Bielefeld
- K6 – Bochum
- K7 – Hochsauerlandkreis
- K8 – Paderborn
- K10 – Detmold
- K11 – Dortmund
- K12 – Gelsenkirchen
- K13 – Hagen
- K14 – Herford
- K15 – Herne
- K16 – Höxter
- K17 – Iserlohn
- K18 – Lemgo
- K19 – Lippstadt
- K20 – Lübbecke
- K23 – Minden
- K24 – Münster
- K25 – Olpe
- K27 – Recklinghausen
- K28 – Siegen-Wittgenstein
- K29 – Soest
- K30 – Steinfurt
- K31 – Tecklenburg
- K32 – Unna-Hamm
- K34 – Gütersloh

### Entwicklung
Zur Saison 1947/48 wurde das Verbandsgebiet im 40 Kreise unterteilt. Seitdem kam es zu zahlreichen Kreisfusionen oder Umbenennungen. Den Anfang machten am 1. Juli 1949 die Kreise Castrop-Rauxel und Wanne-Eickel, der sich dem Kreis Herne anschlossen. Der Kreis Hamm schloss sich dem Kreis Unna an. Der Kreis Wittgenstein schloss sich dem Kreis Siegen an. Der Kreis Warendorf schloss sich dem Kreis Münster an. Der Kreis Bentheim wechselte im Jahre 1951 zum Niedersächsischen Fußballverband. Im Jahre 1958 fusionierten die Kreise Ahaus und Coesfeld zum Kreis Ahaus-Coesfeld. Der Kreis Altena benannte sich im Jahre 1970 in Kreis Lüdenscheid um. Drei Jahre später benannte sich der Kreis Wiedenbrück in Kreis Gütersloh um. Im Jahre 1986 änderte der Kreis Siegen seinen Namen in Kreis Siegen-Wittgenstein. Am 1. Juli 2013 kam es zu zahlreichen Kreisfusionen. Die Kreise Brilon und Meschede fusionierten zum Kreis Hochsauerlandkreis. Der Kreis Büren schloss sich dem Kreis Paderborn an. Die Kreise Höxter und Warburg fusionierten zum Kreis Höxter. Zuletzt löste sich im Jahre 2015 der Kreis Lüdinghausen auf. Die Vereine schlossen sich mehrheitlich den Kreisen Münster und Unna-Hamm an.

## Leichtathletik

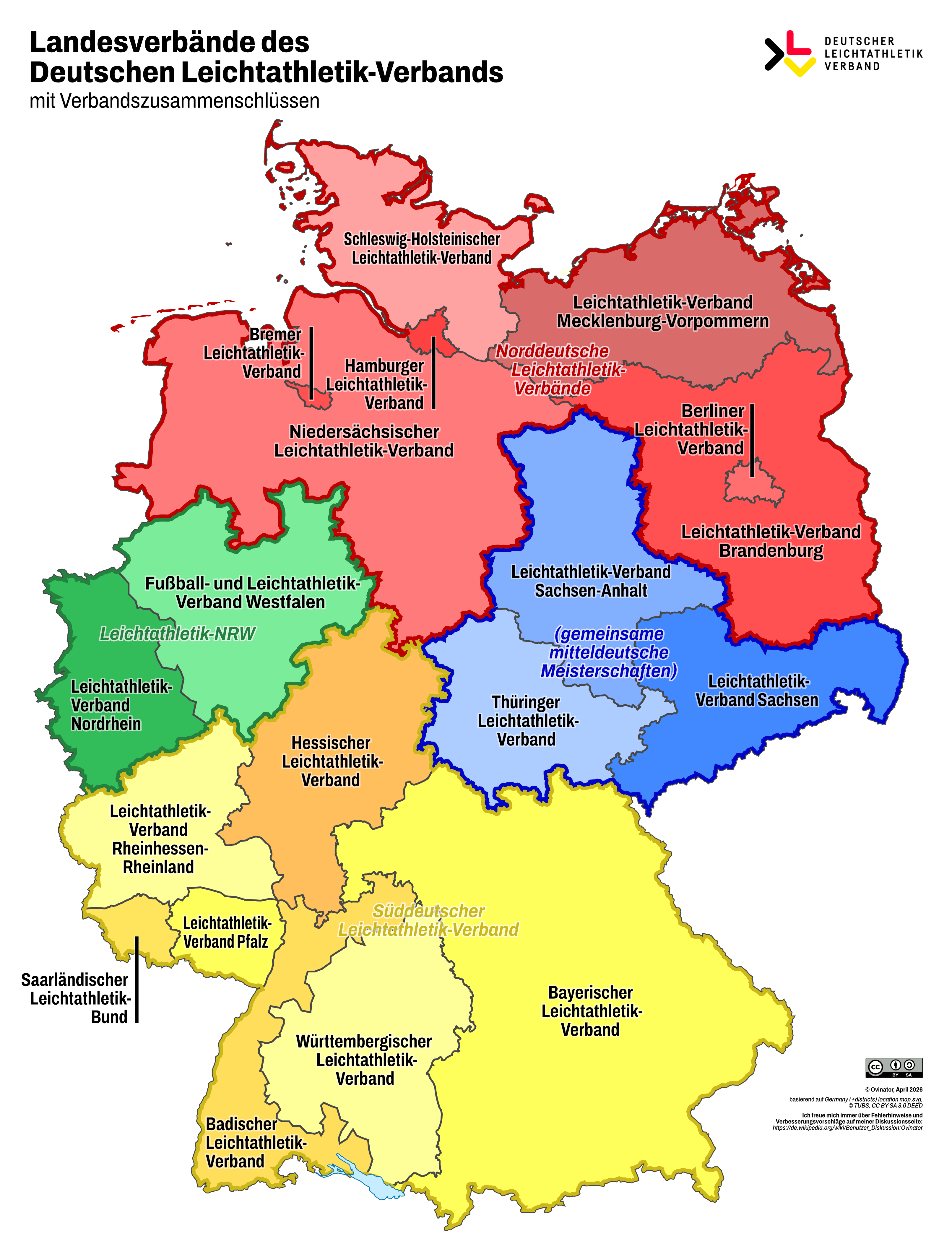
FLVW in Deutschland (Hellgrün)

Die Leichtathletik-Sparte des FLVW organisiert jährlich Westfälische Meisterschaften und ist mit dem Leichtathletik-Verband Nordrhein (LVN) Veranstalter der NRW-Meisterschaften. Zudem sind FLVW und LVN als Leichtathletik-NRW e. V. gemeinsam im Landessportbund Nordrhein-Westfalen vertreten.

### Verbandsrekorde
Die Daten sind der Rekordliste des FLVW entnommen.
| = Weltrekord                   | = Europarekord            | = Deutscher Rekord | = U20-Weltrekord |
| * = Ausstehende Ratifizierung; | i = In der Halle erzielt; | (h) = Handgestoppt |                  |

#### Freiluft

##### Männer
| Disziplin                 | Leistung         | Name                                                                         | Verein                  | Datum              | Ort                 |
| ------------------------- | ---------------- | ---------------------------------------------------------------------------- | ----------------------- | ------------------ | ------------------- |
| 100 m                     | 10,01 s (+1,8)   | Julian Reus                                                                  | TV Wattenscheid 01      | 29.07.2016         | Mannheim            |
| 200 m                     | 20,29 s          | Julian Reus                                                                  | TV Wattenscheid 01      | 09.07.2017         | Erfurt              |
| 400 m                     | 44,66 s          | Ingo Schultz                                                                 | LG Olympia Dortmund     | 05.08.2001         | Edmonton            |
| 800 m                     | 1:43,65 min      | Willi Wülbeck                                                                | TV Wattenscheid 01      | 09.08.1983         | Helsinki            |
| 1000 m                    | 2:14,53 min      | Willi Wülbeck                                                                | TV Wattenscheid 01      | 01.07.1980         | Oslo                |
| 1500 m                    | 3:33,60 min      | Rüdiger Stenzel                                                              | TV Wattenscheid 01      | 24.08.1997         | Köln                |
| 3000 m                    | 7:38,98 min      | Mohamed Abdilaahi                                                            | LG Olympia Dortmund     | 20.07.2023         | Luzern              |
| 5000 m                    | 13:14,85 min     | Jan Fitschen                                                                 | TV Wattenscheid 01      | 28.07.2007         | Heusden             |
| 10.000 m                  | 27:30,01 min     | Nils Voigt                                                                   | TV Wattenscheid 01      | 04.03.2023         | San Juan Capistrano |
| 5 km Straße               | 13:31 min        | Nils Voigt                                                                   | TV Wattenscheid 01      | 10.02.2024         | Monaco              |
| 10 km Straße              | 28:18 min        | Amanal Petros                                                                | TV Wattenscheid 01      | 16.02.2020         | Barcelona           |
| Halbmarathon              | 1:01:18 h        | Michael Fietz                                                                | LG Ratio Münster        | 04.10.1997         | Košice              |
| Halbmarathon (Mannschaft) | 3:14:58 h        | TV Wattenscheid 01                                                           | TV Wattenscheid 01      | 02.09.2007         | Bad Liebenzell      |
| Halbmarathon (Mannschaft) | 3:14:58 h        | Koch 1:03:35, Lubina 1:04:20, Meyer 1:07:03                                  |                         | 02.09.2007         | Bad Liebenzell      |
| Marathon                  | 2:07:18 h        | Amanal Petros                                                                | TV Wattenscheid 01      | 06.12.2020         | Valencia            |
| Marathon (Mannschaft)     | 7:18:08 h        | LAV coop Dortmund                                                            | LAV coop Dortmund       | 15.05.1983         | Frankfurt am Main   |
| Marathon (Mannschaft)     | 7:18:08 h        | Spahn 2:17:44, W.Kaderhandt 2:29:59, Kappe 2:30:25                           |                         | 15.05.1983         | Frankfurt am Main   |
| 100 km                    | 6:56:25 h        | Werner Endrowait                                                             | TuS Iserlohn            | 19.04.1986         | Rodenbach           |
| 100 km (Mannschaft)       | 23:34:19 h       | SuS Schalke 96                                                               | SuS Schalke 96          | 22.04.2000         | Rodenbach           |
| 100 km (Mannschaft)       | 23:34:19 h       | Karlsohn 7:12:26, Thamm 7:33:35, Koch 8:48:18                                |                         | 22.04.2000         | Rodenbach           |
| 24-Stunden-Lauf           | 159.917 m        | Manuel Tuna                                                                  | LG Kindelsberg Kreuztal | 17.05.2023         | Braunschweig        |
| 110 m Hürden              | 13,33 s          | Mike Fenner                                                                  | TV Wattenscheid 01      | 23.06.2002         | Annecy              |
| 400 m Hürden              | 48,48 s          | Olaf Hense                                                                   | LG Olympia Dortmund     | 26.06.1993         | Rom                 |
| 3000 m Hindernis          | 8:15,33 min      | Steffen Brand                                                                | TV Wattenscheid 01      | 21.08.1993         | Stuttgart           |
| 4 × 100 m                 | 38,79 s          | TV Wattenscheid 01                                                           | TV Wattenscheid 01      | 22.07.2018         | Nürnberg            |
| 4 × 100 m                 | 38,79 s          | Trutenat – Erewa – Huke – Hering                                             |                         | 22.07.2018         | Nürnberg            |
| 4 × 400 m                 | 3:05,45 min      | OSC Thier Dortmund                                                           | OSC Thier Dortmund      | 25.07.1982         | München             |
| 4 × 400 m                 | 3:05,45 min      | Henrich – Vaihinger – Wilking – Weber                                        |                         | 25.07.1982         | München             |
| 3 × 1000 m                | 7:01,2 min       | SC Preußen Münster                                                           | SC Preußen Münster      | 17.07.1966         | Hamm                |
| 3 × 1000 m                | 7:01,2 min       | Kemper – Schulte-Hillen – Norpoth                                            |                         | 17.07.1966         | Hamm                |
| 4 × 1500 m                | 14:38,8 min      | TV Wattenscheid 01                                                           | TV Wattenscheid 01      | 09.07.1995         | Rhede               |
| 4 × 1500 m                | 14:38,8 min      | Elferich – Ostendarp – Kallweit – Stenzel                                    |                         | 09.07.1995         | Rhede               |
| 10.000-m-Gehen            | 42:40,81 min     | Stefan Krausch                                                               | LG Ahlen                | 03.09.1989         | Fulda               |
| 20-km-Gehen               | 1:26:41 h        | Stefan Krausch                                                               | LG Olympia Dortmund     | 20.05.1990         | Berlin              |
| 20-km-Gehen (Mannschaft)  | 4:33:58 h        | LG Ahlen                                                                     | LG Ahlen                | 11.08.1989         | Hamburg             |
| 20-km-Gehen (Mannschaft)  | 4:33:58 h        | Krausch 1:26:47, Kreutz 1:31:10, Zschieschang 1:36:01                        |                         | 11.08.1989         | Hamburg             |
| 50-km-Gehen               | 4:06:26 h        | Manfred Kreutz                                                               | LG Ahlen                | 16.04.1989         | Bad Krozingen       |
| 50-km-Gehen Mannschaft    | 14:10:39 h       | LTV Lippstadt                                                                | LTV Lippstadt           | 13.09.1981         | Bad Kreuznach       |
| 50-km-Gehen Mannschaft    | 14:10:39 h       | K.-J. Berens 4:32:09, H. Berens 4:36:23, Schröder 5:02:07                    |                         | 13.09.1981         | Bad Kreuznach       |
| Hochsprung                | 2,34 m           | Paul Frommeyer                                                               | TV Wattenscheid 01      | 17.06.1983         | Recke               |
| Stabhochsprung            | 5,91 m           | Malte Mohr                                                                   | TV Wattenscheid 01      | 22.06.2012         | Ingolstadt          |
| Weitsprung                | 8,14 m           | Luka Herden                                                                  | LG Brillux Münster      | 30.07.2023         | Hettingen           |
| Dreisprung                | 17,66 m (+1,7)   | Ralf Jaros                                                                   | TV Wattenscheid 01      | 30.06.1991         | Frankfurt am Main   |
| Kugelstoß                 | 21,42 m          | Oliver-Sven Buder                                                            | TV Wattenscheid 01      | 21.08.1999         | Sevilla             |
| Diskuswurf                | 67,64 m          | Michael Möllenbeck                                                           | TV Wattenscheid 01      | 08.06.2002         | Dortmund            |
| Hammerwurf                | 82,78 m          | Karsten Kobs                                                                 | LG Olympia Dortmund     | 26.06.1999         | Dortmund            |
| Speerwurf                 | 92,60 m          | Raymond Hecht                                                                | TV Wattenscheid 01      | 21.07.1995         | Oslo                |
| Fünfkampf                 | 3969 Punkte (h)  | Holger Schmidt                                                               | TV Wattenscheid 01      | 28.05.1977         | Bernhausen          |
| Fünfkampf (Mannschaft)    | 10522 Punkte (h) | TV Wattenscheid 01                                                           | TV Wattenscheid 01      | 23.09.1972         | Offenbach           |
| Fünfkampf (Mannschaft)    | 10522 Punkte (h) | Leyhe 3607, Antoskiewicz 3480, Ehl 3435                                      |                         | 23.09.1972         | Offenbach           |
| Zehnkampf                 | 8706 Punkte      | Frank Busemann                                                               | LG Olympia Dortmund     | 31.07./ 01.08.1996 | Atlanta             |
| Zehnkampf                 | 8706 Punkte      | 10,60 - 8,07 - 13,60 - 2,04 - 48,34 / 13,47 - 45,04 - 4,80 - 66,86 - 4:31,41 |                         | 31.07./ 01.08.1996 | Atlanta             |
| Zehnkampf (Mannschaft)    | 23.029 Punkte    | LC Paderborn                                                                 | LC Paderborn            | 19./ 20.07.1986    | Hannover            |
| Zehnkampf (Mannschaft)    | 23.029 Punkte    | Schulze 8032, R.Müller 7597, Kallenberg 7400                                 |                         | 19./ 20.07.1986    | Hannover            |
| 4 × 800 m                 | 7:19,99 min      | TV Wattenscheid 01                                                           | TV Wattenscheid 01      | 10.07.1988         | Lübeck              |
| 4 × 800 m                 | 7:19,99 min      | Vollenbröker – Rostock – Schreckenberg – Andrä                               |                         | 10.07.1988         | Lübeck              |
| 4 × 1500 m                | 14:59,06 min     | TV Wattenscheid 01                                                           | TV Wattenscheid 01      | 09.07.1995         | Rhede               |
| 4 × 1500 m                | 14:59,06 min     | Elferich – Ostendarp – Kallweit – Stenzel                                    |                         | 09.07.1995         | Rhede               |
| Stand: 8. Mai 2025        |                  |                                                                              |                         |                    |                     |

##### Frauen
| Disziplin                 | Leistung      | Name                                                           | Verein               | Datum           | Ort                |
| ------------------------- | ------------- | -------------------------------------------------------------- | -------------------- | --------------- | ------------------ |
| 100 m                     | 10,95 s       | Gina Lückenkemper                                              | LG Olympia Dortmund  | 05.08.2017      | London             |
| 200 m                     | 22,25 s       | Andrea Philipp                                                 | LG Olympia Dortmund  | 25.08.1999      | Sevilla            |
| 400 m                     | 49,75 s       | Gaby Bußmann                                                   | LG Ahlen/Hamm        | 10.08.1983      | Helsinki           |
| 800 m                     | 1:58,11 min   | Gaby Bußmann                                                   | SC Eintracht Hamm    | 15.08.1986      | Berlin             |
| 1000 m                    | 2:38,71 min   | Denise Krebs                                                   | TV Wattenscheid 01   | 22.05.2011      | Pliezhausen        |
| 1500 m                    | 4:06,01 min   | Denise Krebs                                                   | TV Wattenscheid 01   | 25.05.2012      | Dessau             |
| 3000 m                    | 8:43,11 min   | Claudia Lokar                                                  | LG Olympia Dortmund  | 09.09.1995      | Monte-Carlo        |
| 5000 m                    | 15:07,62 min  | Claudia Lokar                                                  | LG Olympia Dortmund  | 01.09.1995      | Berlin             |
| 10.000 m                  | 31:44,82 min  | Irina Mikitenko                                                | TV Wattenscheid 01   | 07.08.2006      | Göteborg           |
| 5 km Straße               | 16:21 min     | Kiara Nahen                                                    | LC Paderborn         | 08.04.2023      | Paderborn          |
| 10 km Straße              | 30:57 min     | Irina Mikitenko                                                | TV Wattenscheid 01   | 13.09.2008      | Karlsruhe          |
| Halbmarathon              | 1:08:51 h     | Irina Mikitenko                                                | TV Wattenscheid 01   | 22.03.2008      | Paderborn          |
| Halbmarathon (Mannschaft) | 4:05:24 h     | TuS Deuz                                                       | TuS Deuz             | 06.04.2014      | Freiburg           |
| Halbmarathon (Mannschaft) | 4:05:24 h     | Schneider 1:21:07, Dr. Giehl (Löhr) 1:21:37, Otterbach 1:22:40 |                      | 06.04.2014      | Freiburg           |
| 25 km                     | 1:23:07 h     | Irina Mikitenko                                                | TV Wattenscheid 01   | 28.09.2008      | Berlin             |
| 30 km                     | 1:39:34 h     | Irina Mikitenko                                                | TV Wattenscheid 01   | 28.09.2008      | Berlin             |
| Marathon                  | 2:19:19 h     | Irina Mikitenko                                                | TV Wattenscheid 01   | 28.09.2008      | Berlin             |
| Marathon (Mannschaft)     | 8:11:27 h     | LAV coop Dortmund                                              | LAV coop Dortmund    | 13.05.1984      | Frankfurt am Main  |
| Marathon (Mannschaft)     | 8:11:27 h     | Wolf 2:35:41, Oesterling 2:43:25, Schulte 2:52:21              |                      | 13.05.1984      | Frankfurt am Main  |
| 100 km                    | 7:43:36 h     | Sybille Möllensiep                                             | SuS Schalke 96       | 02.09.1995      | Elte (Rheine)      |
| 100 km (Mannschaft)       | 31:30:26 h    | IfL Gelsenkirchen                                              | IfL Gelsenkirchen    | 31.10.1987      | Rodenbach          |
| 100 km (Mannschaft)       | 31:30:26 h    | Bechmann 9:42:45, Hanke 10:42:27, Nierkens 11:05:14            |                      | 31.10.1987      | Rodenbach          |
| 24-Stunden-Lauf           | 115.600 m     | Eva-Maria Gaszek                                               | LSF Münster          | 28.05.2023      | Braunschweig       |
| 100 m Hürden              | 12,61 s       | Pamela Dutkiewicz                                              | TV Wattenscheid 01   | 27.05.2017      | Weinheim           |
| 400 m Hürden              | 55,14 s       | Silvia Hollmann                                                | OSC Thier Dortmund   | 02.09.1978      | Prag               |
| 3000 m Hindernis          | 9:44,85 min   | Pauline Meyer                                                  | TV Westfalia Epe     | 27.05.2023      | Sacramento         |
| 4 × 100 m                 | 42,99 s       | LG Olympia Dortmund                                            | LG Olympia Dortmund  | 30.06.2001      | Stuttgart          |
| 4 × 100 m                 | 42,99 s       | Habel – Schielke – B.Rockmeier – G.Rockmeier                   |                      | 30.06.2001      | Stuttgart          |
| 4 × 200 m                 | 1:28,15 min   | LG Olympia Dortmund                                            | LG Olympia Dortmund  | 26.08.2001      | Leverkusen         |
| 4 × 200 m                 | 1:28,15 min   | Habel – B. Rockmeier – Möller – G. Rockmeier                   |                      | 26.08.2001      | Leverkusen         |
| 4 × 400 m                 | 3:31,18 min   | LG Olympia Dortmund                                            | LG Olympia Dortmund  | 21.06.1992      | München            |
| 4 × 400 m                 | 3:31,18 min   | Kuschmann – Arendt – Scheppan – Knoll                          |                      | 21.06.1992      | München            |
| 3 × 800 m                 | 6:14,02 min   | SC Eintracht Hamm                                              | SC Eintracht Hamm    | 26.07.1987      | Sindelfingen       |
| 3 × 800 m                 | 6:14,02 min   | Bußmann – Klöpfel – Borgschulze                                |                      | 26.07.1987      | Sindelfingen       |
| 5000-m-Gehen              | 20:56,75 min  | Sabine Krantz                                                  | TV Wattenscheid 01   | 24.07.2011      | Kassel             |
| 10-km-Gehen               | 44:27 min     | Sabine Krantz                                                  | TV Wattenscheid 01   | 01.05.2009      | Sesto San Giovanni |
| 10-km-Gehen (Mannschaft)  | 2:39:32 h     | LAV coop Dortmund                                              | LAV coop Dortmund    | 24.04.1988      | Eschborn           |
| 10-km-Gehen (Mannschaft)  | 2:39:32 h     | A.Zschieschang 50:56, C.Verleger 52:56, M.Jessat 55:40         |                      | 24.04.1988      | Eschborn           |
| 20-km-Gehen               | 1:29:03 h     | Sabine Krantz                                                  | TV Wattenscheid 01   | 01.05.2009      | Sesto San Giovanni |
| Hochsprung                | 1,94 m        | Sabine Bramhoff                                                | LC Paderborn         | 11.08.1990      | Düsseldorf         |
| Hochsprung                | 1,94 m        | Sabine Braun                                                   | TV Wattenscheid 01   | 01.08.1992      | Barcelona          |
| Hochsprung                | 1,94 m        | Christina Honsel                                               | TV Wattenscheid 01   | 27.08.2023      | Budapest           |
| Stabhochsprung            | 4,48 m        | Silke Spiegelburg                                              | TV Lengerich         | 25.08.2005      | Münster            |
| Weitsprung                | 7,04 m        | Sosthene Moguenara                                             | TV Wattenscheid 01   | 02.08.2013      | Weinheim           |
| Dreisprung                | 14,02 m       | Nkechi Madubuko                                                | TV Wattenscheid 01   | 06.06.1997      | Mainz              |
| Kugelstoß                 | 19,73 m       | Stephanie Storp                                                | TV Wattenscheid 01   | 24.07.1988      | Frankfurt am Main  |
| Diskuswurf                | 63,42 m       | Anja Möllenbeck                                                | TV Wattenscheid 01   | 03.06.2001      | Obersuhl           |
| Hammerwurf                | 65,04 m       | Kirsten Klose                                                  | TuS Eintracht Minden | 15.05.2005      | Fränkisch-Crumbach |
| Speerwurf                 | 61,38 m       | Annika Suthe                                                   | TV Mettingen         | 23.05.2004      | Halle (Saale)      |
| Siebenkampf               | 6985 Punkte   | Sabine Braun                                                   | TV Wattenscheid 01   | 30./ 31.05.1992 | Götzis             |
| Siebenkampf               | 6985 Punkte   | 13,11 - 1,93 - 14,84 - 23,65 / 6,63 - 51,62 - 2:12,67          |                      | 30./ 31.05.1992 | Götzis             |
| Siebenkampf (Mannschaft)  | 16.369 Punkte | LC Paderborn                                                   | LC Paderborn         | 23./ 24.08.2003 | Wesel              |
| Siebenkampf (Mannschaft)  | 16.369 Punkte | C.Tonn 5807, Schwarzkopf 5735, L.Isekenmeier 4827              |                      | 23./ 24.08.2003 | Wesel              |
| Stand: 8. Mai 2025        |               |                                                                |                      |                 |                    |